# Jaunpur (distrikt)
Jaunpur är ett distrikt i den indiska delstaten Uttar Pradesh, och hade 3 911 679 invånare år 2001 på en yta av 4 038 km². Det gör en befolkningsdensitet på 968,7 inv/km². Den administrativa huvudorten är staden Jaunpur. De största religionerna är hinduism (89,08 %) och islam (10,20 %).

## Administrativ indelning
Distriktet är indelat i sex kommunliknande enheter, tehsils:
- Badlapur, Jaunpur, Kerakat, Machhlishahr, Mariahu, Shahganj

## Städer
Distriktets städer är huvudorten Jaunpur samt Dhanauha, Jafarabad, Kerakat, Kheta Sarai, Machhlishahr, Mariahu, Mogra Badshahpur och Shahganj.
Urbaniseringsgraden låg på 7,40 procent år 2001.